# 海法工人足球俱乐部
海法工人足球俱乐部（希伯来语: מועדון הכדורגל הפועל חיפה, Moadon HaKaduregel Hapoel Haifa），以色列海法市的一个足球俱乐部。